# Почтарская сказка
«Почтарская сказка» — советский кукольный мультфильм 1978 года режиссёров Майи Бузиновой и Иосифа Доукши по мотивам одноимённой сказки Карела Чапека.

## Сюжет
Сказка о том, что происходит ночью на почте, когда она заперта. Однажды почтальон Кольбаба, несмотря на то, что это не полагается, остался ночевать в почтовом отделении, и с наступлением полуночи стал свидетелем, как почтовые домовые играют в карты почтовыми конвертами с письмами.
Как-то, сортируя почту, Кольбаба обнаружил письмо без адреса. Домовые помогли почтальону прочитать письмо, не вскрывая конверта, но и там никаких адресов не было, только имена — отправителя Франтишека и получательницы Марженки. И тогда Кольбаба решил найти адресата во что бы то ни стало, даже если ему придётся обойти весь свет.

## Съёмочная группа
- Автор сценария — Александр Тимофеевский
- Режиссёры — Майя Бузинова, Иосиф Доукша
- Художник-постановщик — Ольга Гвоздёва
- Оператор — Александр Пекарь
- Композитор — Владислав Казенин
- Звукооператор — Виталий Азаровский
- Художники-мультипликаторы: Майя Бузинова, Иосиф Доукша
- Роли озвучивали:

- Вера Васильева — Марженка
- Виктор Байков — почтальон Кольбаба
- Валентин Гафт — от автора
- Владимир Дубровский — почтовый домовой
- Михаил Лобанов — Франтишек / почтовый домовой
- Ирина Панярская (в титрах Понярская) — почтовый домовой / горожанка / девочка / женщина в окне / бабушка
- Семён Самодур — почтовый домовой / почтмейстер

- Куклы изготовили: Геннадий Богачёв, А. Крутипорох, С. Гордов, Виктор Слетков, Борис Караваев, Александра Мулюкина
- Монтажёр — Любовь Георгиева
- Редактор — Алиса Феодориди

## Награды
- 1978 — Вторая премия I Московского фестиваля молодых кинематографистов[1].